# Bankovní systém Česka
Bankovní systém Česka byl po dobu tzv. socialistického státního zřízení prakticky pouze jednoúrovňový s výrazným monopolem Státní banky československé. Jedinou formálně samostatnou obchodní bankou byla, v zásadě od roku 1945 až do roku 1991, Živnostenská banka. Dále existovala Československá obchodní banka (ČSOB), která byla založena státem v roce 1965 jako specializovaná součást tzv. monobankovního systému Státní banky československé a měla v tehdejším Československu zajišťovat financování zahraničního obchodu pod přímým dohledem státu a půjčky v zahraničních měnách z mezinárodních kapitálových trhů pro komunistický stát.
Od roku 1990 existuje v České republice dvouúrovňový bankovní systém:
- centrální banka – Česká národní banka (ČNB), což je státní instituce a nepodnikatelský subjekt
- obchodní banky, které jsou podnikatelskými subjekty

## Česká národní banka
Česká národní banka (ČNB) je centrální banka České republiky, vykonává dohled nad finančním trhem v zemi. Podle článku 98 Ústavy ČR a zákona č. 6/1993 Sb., o ČNB, je hlavním cílem její činnosti péče o cenovou stabilitu, tj. vytváření nízkoinflačního prostředí v ekonomice. ČNB  určuje měnovou politiku, vydává bankovky a mince, řídí peněžní oběh, platební styk a zúčtování bank, vykonává dohled nad bankovním sektorem, kapitálovým trhem, pojišťovnictvím, penzijním připojištěním, družstevními záložnami a institucemi elektronických peněz.
ČNB hospodaří samostatně s vlastním majetkem, nejvyšším řídícím orgánem je sedmičlenná bankovní rada v čele s guvernérem. Guvernér je oprávněn účastnit se schůze vlády a Poslanecké sněmovně předkládá nejméně dvakrát ročně zprávu o měnovém vývoji.

### Nástroje ČNB
- Diskontní sazba – základní úroková sazba v ekonomice. Za tuto sazbu se ale obvykle půjčuje jen obchodním bankám. Obchodní banky pak půjčují klientům ještě za vyšší sazby. Tento nástroj ovlivňuje míru inflace.
- Repo sazba – úroková sazba centrální banky pro reeskont směnek. Obchodní banky eskontují směnky od klientů (poskytnou jim eskontní úvěr). Když však obchodní banka potřebuje peníze, reeskontují směnky ČNB za repo sazbu.
- Lombardní sazba – úroková sazba na úvěry obchodním bankám se zástavou cenných papírů. Je vždy vyšší než diskont nebo repo sazba.
- Povinné minimální rezervy – centrální banka předepisuje obchodním bankám určité procento z vkladů, které si musí u nich uložit ve formě povinné minimální rezervy. Tyto peníze jsou mimo oběh. Působí proti inflačně.
- Pravidla likvidity – centrální banka určuje obchodním bankám jaký mají mít vztah mezi aktivy a pasivy. Tzn. že krátkodobé úvěry jsou kryty z krátkodobých zdrojů a dlouhodobé úvěry z dlouhodobých zdrojů.
- Operace na volném trhu – ČNB obchoduje s cennými papíry a tím zvyšuje nebo snižuje množství peněz v oběhu.

## Obchodní banky
Ke dni 31. prosinci 2020 působilo v ČR 49 bank, z toho bylo 25 poboček zahraničních bank. Pouze 12 peněžních ústavů byly banky s rozhodující českou účastí.
Obchodní banky vyvíjejí činnost za účelem dosažení zisku.
Zisk banky je dán:
- úrokovým rozpětím (úroky úvěru – úroky vkladu)
- poplatky za služby (vedení účtu, zprostředkování plateb)
- Pasivní úvěrové operace (banka přijímá peníze, je v dlužnické pozici)
- Aktivní úvěrové operace (banka poskytuje úvěry, vystupuje v roli věřitele)

### Pasivní úvěrové operace

#### Z hlediska termínu
termínované vklady – na pevný termín,  nebo spořicí účty či vkladní knížky s výpovědní lhůtou. Tyto zdroje jsou pro banku stabilnější a jsou je úročeny vyšším procentem, než vklady, které může klient kdykoliv vybrat. Takovéto vklady se nazývají vklady na viděnou. Příkladem jsou běžné účty a také spořící účty a vkladní knížky bez výpovědi.

#### Z hlediska měny
- valutové (fyzicky) – hotovostní
- devizové (na účtě) – bezhotovostní

#### Nedostatek finančních zdrojů
V případě, že banka nemá dostatek finančních zdrojů a potřebuje je, může je získat pomocí:
- úvěru od ČNB
- úvěru od ostatních bank
- emisí (vydáváním) bankovních obligací – bývá v miliardových objemech, jsou dlouhodobým zdrojem, jsou jen u větších bank
- emisí hypotečních zástavních listů – pouze banky, které vlastní k tomuto licenci

### Aktivní úvěrové operace
Banka zde poskytuje úvěry, vystupuje v roli věřitele. Cílem těchto operací je:
- výnosnost úvěru – banka musí stanovit takové úroky z úvěru, aby vydělala (a přitom to nesmí být tak vysoký úrok, aby jej firmy či občané nebyli schopni zaplatit). Úrok může být stanoven pevný nebo pohyblivý
- návratnost úvěru – banka se musí zajistit proti případnému nesplacení závazků dlužníka

## Druhy úvěrů

### Krátkodobé
- do 1 roku
- Kontokorentní úvěry – jsou kombinací BÚ s možností čerpat krátkodobý úvěr do výše úvěrového limitu, stanoveného ve smlouvě o kontokorentním úvěru.
- Eskontní úvěr – souvisí s odkoupením (eskontem) směnky klienta před dobou splatnosti směnky.
- Akceptační úvěr – banka neposkytne klientovi přímo peníze, ale akceptuje cizí směnku vystavenou klientem – příjemcem akceptačního úvěru, a tím se stává hlavním směnečným dlužníkem (pouze nejlepším klientům)
- Revolvingový úvěr– klient může čerpat úvěr opakovaně, nemusí být sepsána smlouva, podmínkou je splacení předešlé půjčky. Pouze pro vynikající klienty
- Lombardní úvěr – úvěr jištěný zástavou movité věci (cenné papíry, zboží atd.)

### Střednědobé a dlouhodobé
- se splatností od 1 do 10 let – výjimečně delší
- hypoteční – jištěný hypotékou (zástavou nemovitostí)
- emisní – spojený s emisí dlouhodobých cenných papírů
- spotřební půjčky občanům

### Zvláštní forma úvěru
- faktoring – odkup krátkodobých pohledávek (do 1 roku)
- forfaiting – odkup dlouhodobých pohledávek (nad 1 rok)

Faktoringová společnost odkoupí pohledávku od firmy (SF) většinou za nižší cenu a nyní firma OB nedluží firmě SF, ale faktoringové společnosti, která může nárokovat pohledávku v plné výši. Mnohdy nedojde k peněžnímu splacení pohledávky, ale k vypořádání pohledávky prostřednictvím odběru výrobku nebo zboží.

## Bankovní služby
Jsou kromě úvěrů dalším vydatným zdrojem příjmů bank. Banky nabízejí relativně bezpečnou úschovu peněz formou vkladu na bankovní účet. Banky nabízejí klientům celou škálu produktů: běžné účty, termínované a investiční účty, devizové účty atd.

### Bezhotovostní platební styk vČesku
- v domácím bezhotovostním styku mohou majitelé běžných účtů použít:
- příkaz k úhradě – vystavuje odesilatel platby
- trvalý příkaz k úhradě – je obdobou jednorázového příkazu k úhradě s tím rozdílem, že se pravidelně (např. měsíčně) platba opakuje
- příkaz k inkasu – vystavuje příjemce platby
- trvalý příkaz k inkasu – je obdobou jednorázového příkazu k inkasu. Věřitel dá dlouhodobý pokyn bance, ať mu z dlužníkova účtu pravidelně posílá určitou částku

### Bezhotovostní platební styk se zahraničím
- mezinárodní obchody jsou vždy rizikovější na úhradu dlužníkem vzhledem k rozdílům v právních systémech jednotlivých zemích a ztížené vymahatelnosti. K omezení rizik je možné využívat specializované bankovní služby:
- platba formou dokumentárního inkasa nebo dokumentárního akreditivu jsou to platební instrumenty, kdy ke smluvnímu vztahu dodavatele a odběratele přistupují i jejich banky (tzn. že v každém státě je jeden z obchodních subjektů a jeho banka). Při dokumentárním inkasu se zavazuje inkasní banka (banka dodavatele) vydat dlužníkovi (odběrateli) dokumenty opravňující nakládat se zbožím, bude-li při jejich vydání zaplacena sjednaná částka (nebo vystavená směnka). Riziko vzniká v tomto případě pokud odběratel zboží odmítne převzít ( a tedy i zaplatit) a ono už je např. v přístavu v jeho zemi. Ještě bezpečnější je dokumentární akreditiv, tedy písemný závazek banky odběratele, že poskytne dodavateli plnění (peníze, směnku) budou-li do určité doby splněné podmínky dohodnuté v akreditivu. Splnění podmínek doloží dodavatel většinou dokumenty o zaslání zboží. Otevření akreditivu u banky odběratele většinou vyžaduje složení kontrahované ceny zboží na speciálním účtu, což váže odběrateli peníze.Na druhou stranu je tento instrument jistotou pro dodavatele i odběratele, že kontrakt bude vypořádán k oboustranné spokojenosti.
- Mezi nedokumentární instrumenty zahraničního obchodu nabízené bankami patří hladký plat (de facto příkaz k úhradě) a směnečný aval – tyto nástroje však nepokrývají rizika obchodu tak jako nástroje dokumentární

### Platební karty
- se stávají stále oblíbenější službou. Bývají vydávány k běžným nebo žirovým účtům a umožňují majiteli karty operativně vybírat hotovost (24 hodin denně, z kteréhokoliv českého popř. i zahraničního bankomatu – podle typu karty) nebo používat přímo k bezhotovostní platbě u smluvních maloobchodních partnerů, v restauracích, ubytovacích zařízení atd. Mezi nejvýznamnější mezinárodní kartové systémy patří Europay/MasterCard, VISA, American Express, Dinners Club. V zásadě můžeme karty členit na debetní (u těchto karet nebývá povoleno čerpat účet do záporu) a kreditní (úvěrová karta, která umožňuje poskytnutí revolvingového úvěru, úroky z tohoto úvěru však bývají hodně vysoké). S některými kartami bývají spojené i doprovodné služby jako pojištění, asistenční služba apod.

### Šeky
- jejich vydávání a použití se řídí zákonem směnečným a šekovým, můžeme je tedy označit jako cenné papíry. Je to klasický a stále oblíbený instrument platebního styku. Šeky můžeme členit na soukromé (vystavované nebankovními subjekty, které mají u některé banky veden účet) a bankovní (vystavované přímo bankami). V ČR byl od roku 1995 zaveden Zaručený šekový systém, který má hodně blízko k eurošekům a stanoví jednotná pravidla, při jejichž dodržování má majitel šeku garanci proplacení bankou, která mu tiskopisy šeku vydala.

### Homebanking
- kdy klient je přes modem napojen svým firemním nebo domácím počítačem na počítač banky a může si sám kontrolovat stav účtu a zadávat příkazy, aniž by musel jít osobně do pobočky banky. Obdobou této služby je napojení klientova mobilního telefonu na banku. Velké možnosti nabízí i rychlé rozšiřování a zdokonalování světové sítě sítí – internetu. E-business je nejrychleji se rozvíjejícím sektorem v USA brzy roztočí obchody i v ostatních vyspělých zemích světa.

### Směnárenská činnost
výměna valut a deviz (včetně cestovních šeků) v aktuálním kurzu

### Devizové operace
banky provádí bezhotovostní platební styk i v cizích měnách a nabízejí svým klientům možnost zajistit se proti kurzovým rizikům bankovními devizovými deriváty – swapy, forwardy, opce.

### Obchody s cennými papíry
většina bank má své makléře na BCP Praha a za úplatu zajišťují pro klienty zprostředkování nákupu či prodeje cenných papírů. Velkým klientům banky nabízí i tzv. správu portfolia (asset management), což znamená, že banka po dohodě s klientem nakoupí pro něj nejvhodnější cenné papíry ( v závislosti na míře rizika, které je klient ochoten podstoupit) a stará se o udržování a rozmnožování hodnoty této investice. Takovou službu u nás nabízí např. ČSOB nebo Komerční banka, ovšem minimální výše investice by neměla být nižší než 10 miliónů, jinak nelze za daných legislativních podmínek a pravidel na burze efektivně investovat a optimálně rozkládat rizika.Velkým klientům banka poskytuje služby spojené s přípravou emise cenných papírů a její umístění na kapitálovém trhu.

### Poradenská a informační činnost
- vysvětlení základních služeb
- pomoc se správou peněz

### Identifikační služby
Podle ustanovení § 1 odst. 4 zákona o bankách banka může od 1. 1. 2021 poskytovat službu elektronické identifikace, autentizace, jakož i služby vytvářející důvěru, jak jsou definovány nařízením eIDAS. Účelem novely bylo zvýšit dostupnost online služeb vyžadujících prokázání totožnosti, a to ať už se jedná o služby veřejné správy (e-Governmentu), či o služby soukromého sektoru, u kterých je ze zákona třeba prokazovat totožnost zákazníka.
Na informace získané a zpracovávané bankami při poskytování identifikačních služeb se budou vztahovat ustanovení o bankovním tajemství (§ 38 zákona). Za účelem poskytování identifikačních služeb budou mít banky možnost využívat určité údaje včetně těch z informačních systémů veřejné správy (např. údaje základního registru obyvatel či informačního systému evidence občanských průkazů.